# Forestville (California)
Forestville è un census-designated place (CDP) degli Stati Uniti d'America situato in California, nella contea di Sonoma.